# جهان گناه (فیلم)
جهان گناه (به هندی: Paap Ki Duniya) فیلمی است محصول سال ۱۹۸۸ و به کارگردانی سیبو میترا است. در این فیلم بازیگرانی همچون سانی دئول، نیلم کوتهاری، چانکی پاندی، پران، دنی دنزونگپا، شاکتی کاپور ایفای نقش کرده‌اند.